# Río Manu (India-Bangladés)

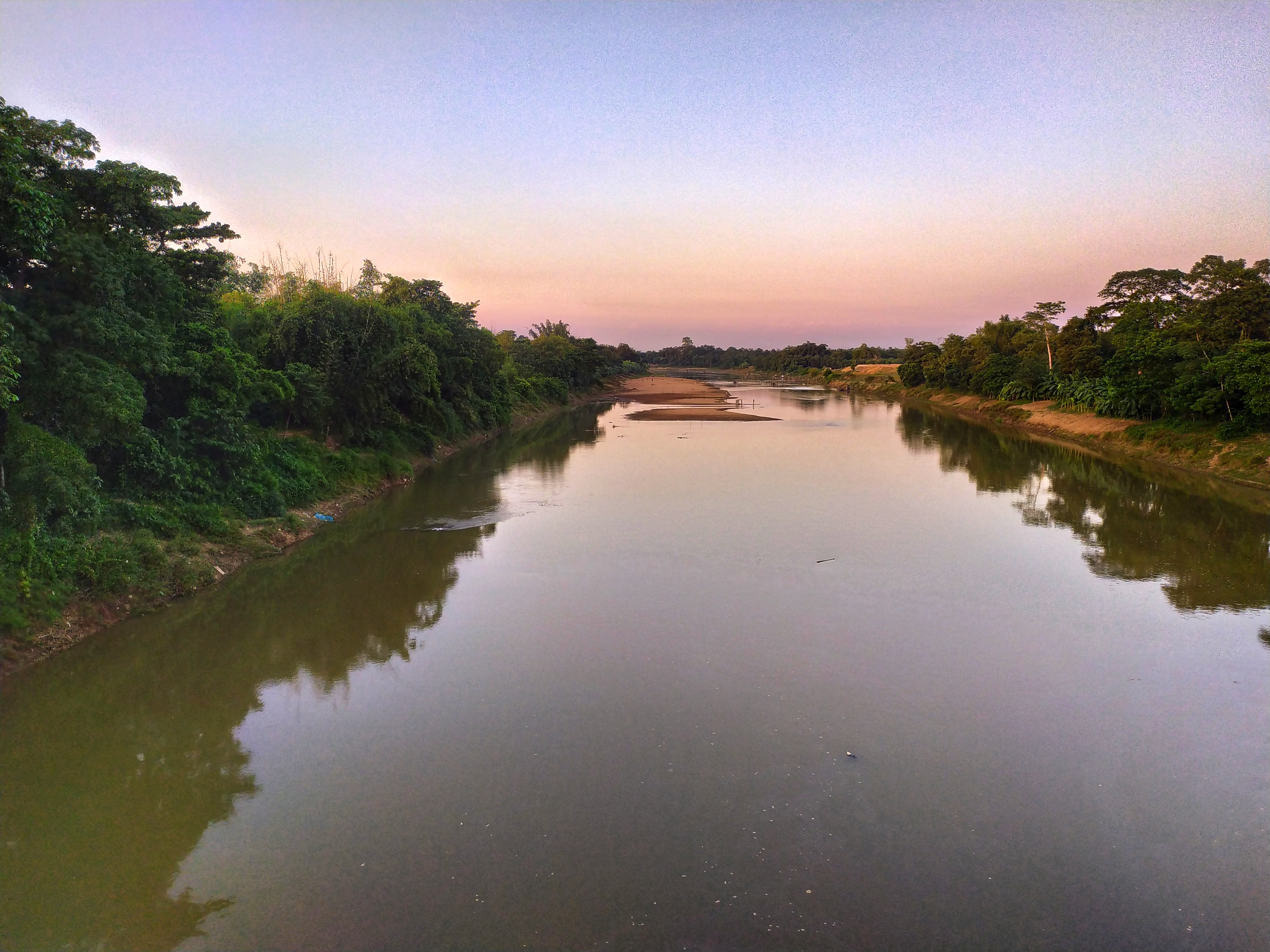
Río Manu.

El río Manu nace en las montañas del estado de Tripura (India). Tras su rápido paso inicial a través de las montañas, se ralentiza y serpentea durante su curso a través de las llanuras Sylhet.
Entra a Bangladés por Kulaura Upazila, y se une al río Kushiara en Manumukh (la ‘boca del Manu’) en el distrito de Maulvi Bazar.